# Il y a un petit cordonnier
Il y a un petit cordonnier est une mélodie pour voix et piano de la compositrice française Claude Arrieu, écrite en 1942.

## Contexte et création
Claude Arrieu compose Il y a un petit cordonnier en 1942 sur un texte de Francis James extrait de son recueil Un Jour. L'œuvre est publiée en 1986 par Amphion.